# Рубанов, Пётр Акимович
Пётр Акимович Рубанов (19 августа 1920, Ошарово, Енисейская губерния — 12 апреля 2017, Запорожье) — лётчик, участник Великой Отечественной войны, командир эскадрильи 828-го Свирского штурмового авиационного полка (260-й штурмовой авиационной дивизии, 4-й воздушной армии, 2-го Белорусского фронта). Герой Советского Союза. Генерал-майор авиации.

## Ранние годы
Родился в деревне Ошарово Канского уезда, Енисейской губернии (ныне — Нижнеингашского района Красноярского края), в семье Ефросиньи Алексеевны и Акима Захаровича Рубановых, переселенцев в Сибирь из Белоруссии. В 1933 году семья переехала в Черногорск. После окончания школы в городе Черногорске работал статистиком шахты № 8 треста «Хакасуголь» и одновременно учился в аэроклубе при Доме обороны. Окончив аэроклуб, остался работать лётчиком-инструктором. Был избран депутатом горсовета. Встретил Антонину Куликову, ставшую после войны его женой.

## Великая Отечественная война
22 июня 1941 года инструкторов аэроклуба срочно собрали на аэродроме. К сентябрю был сформирован 679-й авиаполк ночных бомбардировщиков на самолётах У-2. Службу начал лётчиком связи на Западном фронте, участвовал в обороне Москвы. За время пребывания на Карельском фронте с февраля 1942 по 1944 год лётчик 828-го штурмового авиационного полка, действовал на Ленинградском, Петрозаводском, Кестеньгском, Кандалакшском и Мурманском направлениях.
В декабре 1944 года 828-й авиационный полк был передан в состав 4-й воздушной армии 2-го Белорусского фронта. Боевые действия в это время шли уже на территории Польши. Капитан Рубанов принимал участие в прорыве вражеской обороны на реке Висле, в освобождении Варшавы, наносил бомбово-штурмовые удары по опорным пунктам противника в городах Тарнуве, Быдгоще, Гданьске, Сопоте. С переносом боевых действий на территорию нацистской Германии полк участвовал в прорыве обороны гитлеровцев на Одерском плацдарме.
Последний боевой вылет майор Рубанов совершил 7 мая 1945 года. В этот день его эскадрилья нанесла удар по отступающим гитлеровцам северо-западнее Берлина. Звание Героя Советского Союза присвоено указом Президиума Верховного Совета СССР от 18 августа 1945 года.

## После войны
19 ноября 1945 года женился на Антонине Кулаковой. С 1949 по 1954 год учился в Военно-воздушной академии в Москве. Закончил службу в Советской армии 12 ноября 1960 года. Работал инженером строительного треста, директором профессионально-технического училища в городе Запорожье. В 1982 году ушёл на заслуженный отдых.
Воспитал двух дочерей. Активно участвовал в деятельности советов ветеранов Украины и России. Почётный гражданин городов Черногорска (Республика Хакасия) и Запорожья (Украина).

## Награды
- медаль «Золотая Звезда» (№ 8862, 18 августа 1945);
- орден Ленина (18 августа 1945);
- два ордена Красного Знамени (27 октября 1942, 22 мая 1943);
- орден Александра Невского (26 октября 1944);
- два ордена Отечественной войны I степени (23 февраля 1945, 11 марта 1985);
- орден Отечественной войны II степени (25 мая 1945);
- орден Красной Звезды (30 декабря 1956);
- медаль «За боевые заслуги» (19 ноября 1951);
- медаль «За оборону Советского Заполярья»;
- медаль «За победу над Германией»;
- медаль «За освобождение Варшавы»;
- юбилейная медаль «30 лет Советской Армии и Флота»;
- другие медали.